# 輾轉紅蓮
《輾轉紅蓮》是公共電視文化事業基金會《公視文學大戲》系列的二十五集電視劇，映畫傳播製作，王識賢、葉全真、蔡岳勳主演，2000年首播；2000年7月13日至8月16日每週一至週五晚上六點於傳訊電視大地電視台播出，11月27日至12月29日每週一至週五晚上六點於傳訊電視大地電視台重播。
本劇改編自廖輝英所著小說《輾轉紅蓮》，由陳烈、黃仲裕、何東興、梁修身導演，謝啟明編劇。
本劇劇情始於1917年（大正6年）的北臺灣新莊。女主角「許蓮花」（閩南語發音同「可憐花」），六歲被賣給新莊的劉家當童養媳，經歷坎坷的命運，最終苦盡甘來。

## 演員陣容

### 主要角色
- 王識賢 飾 丘雅石
- 葉全真 飾 許蓮花
- 謝雯芳 飾 幼年許蓮花
- 蔡岳勳 飾 劉茂生
- 謝昇喻 飾 幼年劉茂生

### 其他角色
- 林文鈞 飾 劉茂林
- 王瑞霞 飾 張金鳳
- 侯怡君 飾 秀　子
- 林鴻翔 飾 丘進財
- 陳澤慶 飾 丘進丁
- 高佩熙 飾 劉　父
- 宋宜芳 飾 劉　母
- 蔡佳宏 飾 詹清婉
- 楊嘉文 飾 丘美津
- 黃仲裕 飾 拳　師
- 兵承融 飾 陳水牛
- 金玉嵐 飾 蔡雯玲
- 林嘉新 飾 楊天成
- 藍一萍 飾 阿春嫂
- 簡明仁 飾 長腳衫
- 汪瑞堂 飾 李來旺
- 曾世明 飾 丁四海
- 曾亞君 飾 月　銀

## 製作團隊
- 原著：廖輝英
- 製作人：郭建宏、郭宏亮
- 製作協調：張朝晟
- 編劇：謝啟明
- 導演：陳烈、黃仲裕、何東興、梁修身
- 副導演：李清蓉
- 場記：陳美鈺
- 執行製作：胡元傑
- 製作助理：王清銓、黃志強
- 編曲：范宗沛
- 音效：嘉莉錄音工房
- 配樂：吳嘉莉
- 造型設計：李領環
- 化妝：李雅萍
- 梳妝：楊心彤
- 服裝：秦明英
- 攝影：億芳傳播、吳榮基、王強生
- 攝影助理：李清迪、魏子雲
- 燈光：蔡鎮岳、李宗強
- 剪輯：楊婷婷、段兆偉、鄒令慧
- 道具陳設：張宇翱、吳榮源、張俊雄
- 美術指導：林智超、王詩水、蘇育賢、邱國偉
- 動畫：許雲茹、許廉忠
- 音樂提供：史擷詠提供電影《阿爸的情人》音樂
- 協助拍攝：菁寮幼稚園
- 錄製：映畫傳播
- 監製：公共電視文化事業基金會

## 主題曲
|        | 曲名           | 演唱   | 作詞   | 作曲   | 編曲 |
| 片頭曲 | 輾轉紅蓮       | 黃舒駿 | 黃舒駿 | 黃舒駿 | 屠穎 |
| 片尾曲 | 想到你就心酸酸 | 黃舒駿 | 黃舒駿 | 黃舒駿 | 屠穎 |